# Dolné Saliby
Dolné Saliby (em húngaro: Alsószeli) é um município da Eslováquia, situado no distrito de Galanta, na região de Trnava. Tem 18,72 km² de área e sua população em 2018 foi estimada em 1.988 habitantes.

## Demografia
| Ano:        | 1994 | 2004   | 2014   | 2024   |
| ----------- | ---- | ------ | ------ | ------ |
| Broj ljudi: | 1912 | 1957   | 1954   | 2024   |
| Razlika:    |      | +2,35% | -0,15% | +3,58% |

| Ano:               | 2023 | 2024   |
| ------------------ | ---- | ------ |
| Número de pessoas: | 2036 | 2024   |
| Diferença:         |      | -0,58% |